# Fordwich
Fordwich è un paese di 300 abitanti della contea del Kent, in Inghilterra.